# Señorío de Primau
El Señorío de Primau es un señorío español. Como otros señoríos, se trata de una donación hereditaria de tierras, incluida la jurisdicción sobre los habitantes, dada por Felipe V a don Joaquín Florez-Osorio y Teijeiro, vizconde de Quintanilla de Flórez, como pago por sus servicios prestados a la Corona.